# Onoba dimassai
Onoba dimassai is een slakkensoort uit de familie van de Rissoidae. De wetenschappelijke naam van de soort is voor het eerst geldig gepubliceerd in 1991 door Amati & Nofroni.